# ستيفان بويوفيتش
ستيفان بويوفيتش هو لاعب كرة قدم صربي في مركز حراسة المرمى، ولد في 7 يونيو 1995 في غورنيي ميلانوفاتس في صربيا. لعب مع نادي ميتالاك.

## وصلات خارجية
- ستيفان بويوفيتش على موقع قاعدة بيانات كرة القدم.إي يو (الإنجليزية)
- ستيفان بويوفيتش على موقع Soccerbase.com (لاعب) (الإنجليزية)
- ستيفان بويوفيتش على موقع Soccerway.com (الإنجليزية)